# 진도초등학교
진도초등학교는 대한민국 전라남도 진도군에 있는 공립 초등학교이다.

## 학교 연혁
- 1904년 4월 15일 사립 광신학교로 설립
- 1909년 3월 31일 4년제 보통학교 인가
- 1909년 4월 15일 진도공립보통학교 개교
- 1938년 4월 1일 진도동공립심상소학교로 개칭
- 1941년 4월 1일 진도동공립국민학교로 개칭
- 1945년 3월 15일 진도국민학교로 개칭
- 1999년 9월 1일 군내초등학교 통합
- 2004년 4월 15일 개교 100주년 행사

## 참고 자료
- 진도초등학교 - 한국교육학술정보원 학교알리미